# Ласточковая салангана
Ласточковая салангана (лат. Aerodramus hirundinaceus) — вид птиц семейства стрижиных.

## Описание
Стриж среднего размера с длиной тела 11—13 см. Оперение сверху однородное тёмно-коричневое, у некоторых птиц надхвостье бледнее, снизу — от бледно-серого до серого. Средняя часть горла может быть тёмной. Хвост вильчатый, с умеренным разрезом. Клюв очень маленький. У подвида A. h. baru оперение сверху очень тёмное, снизу более коричневое, чем у номинативного. Подвид A. h. excelsus крупнее номинативного.
В отличие от обитающей на той же территории серой саланганы (Aerodramus vanikorensis), у ласточковой саланганы больше перьев на лапах, клюв меньших размеров и сильнее закруглён, оперение сверху более тёмное и блестящее, а снизу, напротив, более светлое. При этом, бороздки на перьях спины светлее.
Для птиц характерно приятное на слух щебетание. Основным звуковым сигналом служит «wee..wee..dj-dj-djrrrr» или «ree..ree..dj-dj-djrrr» — за повторяющейся ритмичной фразой следуют нисходящие звуки. Птицы способны к эхолокации в гнездовых пещерах.

## Распространение
Площадь ареала составляет 957 000 км² и включает территорию таких стран как Индонезия и Папуа — Новая Гвинея.
Высота над уровнем моря может достигать 4000 метров. Птицы предпочитают горные районы, их редко можно встретить на низменных участках, при этом обычно в местности с близлежащими холмами. Международный союз охраны природы относит его к видам под наименьшей угрозой.
Птицы в основном ведут оседлый образ жизни, хотя могут осуществлять кочёвки, которыми объясняется их временное отсутствие в некоторых регионах.

## Питание
Питается летающими насекомыми, обычно формирует стаи с другими стрижами.

## Размножение
Птицы образуют гнездовые колонии в тускло освещённых или абсолютно тёмных пещерах. Активные колонии были обнаружены в конце сентября в районе Тари-Пори провинции Саутерн-Хайлендс и возможно в июне на острове Каркар. Гнездо строится из мхов, папоротников, трав и корешков с малым количеством слюны, используемой для прикрепления гнезда к узкому уступу или нише в пещере, или вообще без слюны. В некоторых высокогорных районах гнёзда были обнаружены прямо на полу пещеры. Видимо это связано с тем, что змеи — основные хищники — редко поднимаются на высоту выше 1000 метров.
Кладка состоит из одного яйца. Яйцо весит около 2 г.
Птицы могут откладывать яйца на протяжении пяти лет.

## Систематика
Вид впервые был описан немецким зоологом Эрвином Штреземаном в 1914 году на основе экземпляра, полученного на горе Дата на острове Лусон и первоначально был отнесён к Aerodramus fuciphagus — Collocalia fuciphaga hirundinacea. Ранее учёные полагали, что данный таксон находится в близком родстве с Aerodramus infuscatus, Aerodramus terraereginae, Aerodramus mearnsi и Aerodramus spodiopygius (c последним считали конспецифичным), или помещали в состав Aerodramus francicus или Aerodramus vanikorensis.
Долгое время данный вид был включён в состав рода саланган Collocalia, название Collocalia hirundinacea продолжает оставаться синонимичным.
В настоящее время Международный союз орнитологов относит ласточковую салангану к роду Aerodramus семейства стрижиных. Различают два подвида:
- Aerodramus hirundinaceus baru (Stresemann & Paludan, 1932) — Yapen I (в заливе Чендравасих) на северо-западе Новой Гвинеи.
- Aerodramus hirundinaceus hirundinaceus (Stresemann, 1914) — в горной части Новой Гвинеи, на острове Каркар к северо-востоку от неё и острове Goodenough I (in D’Entrecasteaux Archipelago).

Подвид Aerodramus hirundinaceus excelsus (Ogilvie-Grant, 1914), выделяемый некоторыми учёными для птиц, обитающих выше 1600 метров в горах Snow Mts and Carstenz peaks в западной и центральной части острове, Международным союзом орнитологов включён в состав номинативного.